# Архитектура Эстонии
Архитектура Эстонии формируется в начале XIII века, когда Тевтонский орден и Королевство Дания завоевали территорию нынешней Эстонии, разделили её и ввели христианство западного обряда. Эстония не имеет романской архитектуры, а готическая формировалась под влиянием готики Рейнской школы, цистерцианской архитектуры Пруссии и скандинавской архитектуры (остров Готланд).

## Периодизация

### Ранняя готика:XIII— началоXV века

#### Замки
Ранняя готика в Эстонии представлена четырьмя типами замков:
- нерегулярный (полигональный);
- замок-донжон;
- регулярные замки двух типов: Кастель и конвент.

По таким типам строились Орденские замки. Классическим примером второго типа является замок-донжон в Пайде 1265 года.
Замки в Вильянди XIII—XIV вв. и епископский замок Курессааре на острове Сааремаа, который строился в период от 1343 до начала XV века, являются классическими примерами конвента. Из этих замков лучше сохранился епископский замок Курессааре на острове Сааремаа, планировка которого включает квадратные угловые башни Стурвольт и Длинный Герман, а также расположенные по периметру внутреннего двора капеллу с трапезной, покои епископа, зал капитула и дормиторий.
К этому же типу относится замок-монастырь Ордена цистерцианцев в Падизе, который строился со второй половины XIV века до 1448 года и имеет менее регулярную структуру, чем другие конвенты.
Замок Германа в Нарве XIII—XV веках первоначально принадлежал к типу Кастель, а впоследствии, в начале XV века, был перестроен в конвент.
Всего с начала XIII до начала XVI веков на территории Эстонии было построено 46 каменных замков, из которых 17 были орденскими, 12 — епископскими и 17 принадлежали местным феодалам.

#### Церкви
Готические провинциальные церкви в Амбла конца XIII века и в Коэру (1290) принадлежат к одному архитектурному типу. Они трёхнефные, зальные, с прямоугольным пресвитерием и небольшой башней по оси западного фасада.
Образцами больших готических храмов являются две кирпичные базилики в Тарту: городской Домский собор (XIII—XV века, сохранился в руинах) и Иоанновская церковь 1330 года постройки. Последняя имеет высокую башню на главном фасаде; вимперги портала украшены знаменитой скульптурной композицией «Страшный суд».
- Замок-донжон в Пайде
- Замок Германа в Нарве
- Руины домского собора в Тарту
- Иоанновская церковь
- Монастырь Падизе

### Поздняя готика:XV— серединаXVI веков
Исторический контекст развития архитектуры определяется Грюнвальдской битвой 1410 года, в которой был разгромлен Тевтонский орден, частью которого являлся Ливонский орден, а также усилением роли Ганзейского торгового союза на этой территории (Таллин, Пярну и Тарту были ганзейскими городами).

#### Замок Тоомпеа
Город Таллин принадлежал Ливонскому ордену с 1347 года. С XV века главным доминантным архитектурным комплексом города стал орденский замок Тоомпеа на Вышгороде. Это был перестроенный древний датский замок, который потом ещё неоднократно перестраивался. В основе его структуры лежит тип конвента, а его высшая цилиндрическая башня называется Длинный Герман.

#### Крепостные стены
Крепостные стены и башни Таллина известны с 1248 года, однако старейшие из сохранившихся по сей день стен и башен относятся к XIV веку. Строительство продолжалось в XV веке, реконструкция укреплений завершена в 1520-х годах. Они очень хорошо сохранились до сих пор: на конец XVI века были возведены 26 башен, из которых сохранилось 18. Стены имели высоту до 8 метров при толщине 2,85 метра. По низу внутренней части стены шла стрельчатая аркада. В течение XV—XVI веков по мере развития артиллерии башни надстраивались, в них устраивали пушечные бойницы. Наивысшей является башня Кик-ин-де-Кёк (38 м), самой массивной — четырёхэтажная Толстая Маргарита в комплексе Морских ворот. Аналогичные каменные укрепления имел город Тарту, однако они были снесены в XVIII веке.

#### Жилые дома
Таллинские жилые дома XV — начала XVI веков относятся к щипцовому типу, когда на улицу выходит узкий фасад, увенчанный щипцом, покрытым двускатной крышей (дом епископа, дом Большой гильдии, дома «Три сестры» первой половины XV века, дом на улице Лай, 25, другие дома старого города).

#### Ратуша
Достопримечательностью гражданской архитектуры является ратуша в Таллине 1404 года постройки со стрельчатой аркадой первого яруса на продольном фасаде и высокой тонкой восьмигранной башней по оси причилкового фасада, увенчанного треугольным щипцом. Это единственная уцелевшая готическая ратуша в Северной Европе.

#### Гильдии
Дома гильдий в Таллине известны своими изысканными интерьерами (готический зал Большой гильдии 1410 года, зал Олаевской гильдии 1424). Фасады трёх гильдий Таллина выполнены искусными мастерами и достойны внимания людей, тем более, что находятся они недалеко друг от друга: здания Большой гильдии и Олафа выполнены в готическом стиле, Кнуда — в псевдоготическом английском стиле Тюдоров.

#### Церкви Таллина
Никольская церковь построена в 1827 году в стиле классицизма, что необычно для православной церкви, по немного изменённому проекту петербургского архитектора итальянского происхождения Луиджи Руска.
Необычна по пространственной композиции церковь Святого Духа XIV века. Она двунефна, зального типа, с башней на причилковом фасаде и с высоким щипцом. Запланированный изначально третий неф не был построен, поскольку тогда была бы перекрыта одна из центральных улиц города.
Цистерцианский монастырь. Первоначально здесь находилась часовня св. Вячеслава (Вицлава), которая была построена в память сражения 1219 г. и сначала использовалась как монастырская церковь. После 1310 г. монастырь был включен в городскую оборонительную систему. Главные монастырские здания построены не позднее 1300 г. Из дошедших до нашего времени построек древнейшими являются двухнефные помещения восточного и северного флигелей, где крестовые своды опираются на круглые столбы (единственные в Таллине). В украшении капителей наряду со стилизованным растительным орнаментом встречается натуралистический. По-видимому, эти капители готландского происхождения. В последней трети XIV в. часовня была расширена и перестроена в двухнефную, четырёхтравейную (церковь Святого Михаила) без самостоятельного хора. Снаружи, вдоль её фасада со стороны внутреннего двора, через контрфорсы проходил крестовый ход, частично двухэтажный. Сохранился эркер, который соединял крестовый ход с балконом для монахинь. В интерьере церкви 12-гранные столбы поддерживают крестовые своды.
Церковь Святого Михаила построена в трёх стилях. В начале XIII века это была небольшая капелла, которая принадлежала ордену цистерцианских монахинь. С течением времени вокруг капеллы вырос монастырь св. архангела Михаила, и капелла была перестроена в просторную двухнефную церковь. Строительство храма было закончено к XIV веку. В XVI в. с приходом в Эстонию реформации храм стал лютеранским, и во время Северной войны (1700—1721) здесь располагалась гарнизонная шведская церковь. В 1710 г. Ревель был взят войсками Петра I, а в 1716 г. храм был переосвящен в православный собор русского гарнизона в Ревеле (Преображенская церковь). Эти исторические события отражены в облике церкви: она представляет собой эклектичное собрание стилей: башня с барочным шпилем (1776), круглые окна и купол с барабаном (1828—1832, архитектор И. Д. Бантельманн). В интерьере представляет интерес барочный иконостас И. П. Зарудного. Самые крупные работы с внешними стенами церкви были проведены в 1827-30, когда церковь получила вид в стиле классицизма.
Церковь Святого Николая (Нигулисте) была построена в 1406-93 годах. Это трёхнефная базилика с деамбулаторием и башней на западном фасаде.
Церковь Святого Олафа (Олевисте) того же времени, 1400-50 годов. Это трёхнефная базилика, имеет средний неф в 31 метр высотой и башню со шпилем 123,7 метра высотой. Церковь была самой высокой в мире с 1549 года по 1625 год с отметкой 158,4 м, но пожар 1820 года лишил церковь рекорда.
Домский собор, реконструкция 1465 года — короткая трёхнефная базилика с многоугольной апсидой и массивной западной башней, на Тоомпеа. Внутри западной стены маленькая винтовая лестница ведёт в небольшую королевскую часовню и выше на большой королевский балкон, выходящий внутрь церкви.
Монастырь доминиканцев в Таллине начале XV века — большой готический комплекс с зальным трёхнефным храмом и клуатром на улице Вене; сооружения сохранились частично: сохранились капитул, дом приора, амбар, крипта, особую ценность имеют готические порталы. Рефекторий переделан в XVIII веке в Церковь Петра и Павла.
Церковь Петра и Павла на улице Вене имеет форму базилики и построена в классическом стиле с двумя неоготическими башнями. Внутреннее пространство разделено на три нефа.
Монастырь Святой Биргитты, 1417-36 годов — трёхнефная зальная церковь в Пирита, разрушенная ныне, которая имела высокую и массивную щипцовую крышу (стоит в руинах с 1577 года).
Собор Александра Невского — православный пятиглавый трёхпрестольный собор на Тоомпеа, рассчитанный на 1500 человек, построен по образцу московских храмов XVII века.
Шведская церковь Святого Михаила (Таллин) — здание на улице Рюйтли, занимаемое церковью, построено как Новая богадельня, и не имеет традиционной ориентации по сторонам света, а также выделенной алтарной части. После Второй мировой войны здесь была спортшкола. В 2002 году отремонтированное и реконструированное здание было снова освящено.
Церковь Святого Иоанна — деревянная церковь богадельни Святого Иоанна. Впервые расположенный неподалёку от города лепрозорий Святого Иоанна, то есть Яановская богадельня была упомянута в 1237 году. Богадельней в средние века называли приют для больных, увечных и стариков. Богадельни строились церквами, монастырями или общинами. В Средние века в Таллине было по крайней мере четыре богадельни: Святого Духа, богадельня у ворот на Нунне, Яановская богадельня и так называемая Новая богадельня на улице Рюйтли.
- «Три сестры»
- Дом Епископа
- Башня Толстая Маргарита
- Домский собор
- Монастырь Святой Биргитты
- Церковь святого Олафа (Таллин)
- Церковь Нигулисте

### Ренессанс: 1550—1630 гг.
Ренессанс пришёл в Эстонию под властью Швеции. Ренессансные и маньеристские влияния проявлялись лишь в малых архитектурных формах и декоре, украшавших вполне готические по композиции и конструкциями здания. Единственное сохранившееся здание в этом стиле — дом братства Черноголовых в Таллине (1597, перестройка готического здания). Другое — важня (весовая) — разрушено в 1944 г.

### Раннеебарокко: 1630—1730-е гг.
Раннее барокко представлено немногими памятниками, учитывая тогдашний упадок строительной деятельности, обусловленный многочисленными войнами в регионе: виднейшими являются ратуша в Нарве 1671 года, Таллинские ворота в Пярну конца XVII века.

### Позднеебарокко: 1710—1775-е гг.
Вследствие Северной войны территория Эстонии стала частью Российской империи. Самой выдающейся достопримечательностью является дворцово-парковый ансамбль Екатериненталь (Кадриорг), созданный в 1723 году по приказу российского императора Петра I, архитектор Никколо Микетти. Стилистика приближена к тогдашней петербургской архитектуре, довольно сдержанной в применении средств выразительности, в том числе и декора.
Ещё один значительный образец барокко — резиденция губернатора Эстляндской губернии, построенная в 1773 году на месте разрушенной восточной стены замка Тоомпеа. Здание с боковыми ризалитами, выкрашенное в розовый цвет, до сих пор привлекает внимание красотой и благородством. Первоначально дворец был построен двухэтажным, третий этаж и портик пристроили в 1935 г.
Барочная архитектура была также представлена в мызной архитектуре Эстонии, например, в 1797 году неизвестным итальянским архитектором было построено здание мызы Вяэна.
Прекрасным образцом мызной барочной архитектуры Эстонии является также главное здание мызы Палмсе.
- Екатерининский дворец в Кадриорге
- Мыза Палмсе
- Мыза Вяэна

### Классицизм: 1745—1840 гг.
Классицистическая стилистика представлена преимущественно в университетском городе Тарту и в Таллине. Ратуша в Тарту, построена в 1789 году, ещё содержит отголоски позднего барокко и общей композицией несколько напоминает ратушу в Нарве.
Самым масштабным памятником классицизма является комплекс Тартуского университета, главный корпус которого был построен в строгих и монументальных ордерных формах в 1803 году по проекту немецкого архитектора И. Краузе, который был в этом университете профессором экономики, технологии и гражданской архитектуры. Классицистический ансамбль дополняют другие университетские здания, среди которых самым значительным является анатомический театр.
Примеры классицизма в Таллине: дом Понтуса Стенбока, дворец Каульбарса-Бенкендорфа на Тоомпеа.
В Таллине был ликвидирован пояс бастионных укреплений вокруг Старого города, вместо них созданы парковое кольцо. Характерным явлением стали загородные усадебные дома ордерной архитектуры. Например мыза Саку, мыза Рийзипере, мыза Керну, мыза Кирну, мыза Колга, мыза Райккюла, мыза Удрику, мыза Ааспере, мыза Хыреда, мыза Пиргу, мыза Вохня, мыза Ухтна, мыза Массу, мыза Хяргла, мыза Ряпина, мыза Пенийыэ, мыза Лихула, мыза Касти, мыза Трийги, мыза Путкасте, мыза Курисоо, мыза Тори, мыза Орина, мыза Выхмута, мыза Кяравете.
- Тартуская ратуша вечером
- Тартуский университет, литография 1860 года
- Тартуский университет
- Мыза Ааспере
- Мыза Кирна

### Историзм: 1840—1900 гг.
Доминирующее направление историзма в архитектуре Эстонии — неоготика, образцом чего является Церковь Каарли в Таллине (1870, арх. А. Гиппиус).
Дворец Унгерн-Штернберга (1865, арх. Гроппиус), вдохновлённый флорентийским палаццо Строцци, дополнен также неоготическими башенками-трубами и выполненный из кирпича, производит очень живое впечатление и остается в памяти.
Фасад здания гильдии Святого Канута построен в английском стиле Тюдоров (английская псевдоготика).
Примером неоренессанса может служить здание торгово-промышленной палаты на улице Тоомкооли.

### Модерн: 1900—1920 гг.
Модерн Эстонии относится к так называемому северному модерну. В Таллине сформировался под влиянием Петербурга, Финляндии и Риги. Близок к рациональному модерну, однако с мотивами национально-романтических стилизаций. В этой стилизации решены доходные дома в Таллине, Тарту, Пярну, а также виллы того времени.
К наиболее значимым общественным зданиям относятся таллинские театр «Эстония» (сейчас Национальная опера) 1910—1913 (архитектор А. Линдгрен) и Немецкий театр (теперь Эстонский драматический театр) 1910 года (петербургские архитекторы А. Ф. Бубырь и Н. В. Васильев); театр «Эндла» в Пярну 1911 года (архитекторы Г. Хеллат и Е. Вольфельдт); здание студенческого общества в Тарту 1902 года.
Церковь Св. Павла в Тарту спроектировал и возвёл в 1915-17 годах знаменитый финский архитектор Элиэль Сааринен (отец ещё более известного американского архитектора середины XX века Ээро Сааринена). Сааринен-старший много проектировал для Таллина, в частности, в 1913 году выиграл конкурс на создание генерального плана города.
Архитектура эпохи модерна стала основой для развития эстонской архитектуры в течение 1920-40-х годов и сегодня во многом формирует своеобразие крупнейших городов Эстонии.